# Lijst van alumni en medewerkers van de University of the West Indies
Hieronder een alfabetische lijst van bekende mensen die aan de University of the West Indies gestudeerd (alumni), of gewerkt hebben. In deze lijst worden alleen personen opgenomen die een eigen artikel hebben op Wikipedia.
- Nobelprijswinnaars zijn aangegeven met het teken van de onderscheiding van deze prijs: .

A
- Alice van Albany
- Owen Seymour Arthur

B
- Dean Barrow

C
- Anthony Carmona
- Sharlene Cartwright-Robinson

D
- Denzil Douglas
- Ricardo Ducent

E
- Carissa Etienne

F
- Wendy Fitzwilliam

G
- Bruce Golding
- David Granger

H
- Burton Hall
- Lisa Hanna
- Waldo Heilbron

I
- Kerryann Ifill

J
- Marlon James

K
- Kamla Persad-Bissessar

L
- Ruby Lake-Richards
- William Arthur Lewis
- David Lowenthal

M
- Patrick Manning
- Don Martina

N
O
P
Q
R
- Lucretia Redan
- George Maxwell Richards
- Patrick Lipton Robinson
- Walter Rodney

S
- Lloyd Erskine Sandiford
- Marten Schalkwijk
- Inderdew Sewrajsing
- Verene Shepherd
- Freundel Stuart

T
U
V
W
- Derek Walcott
- Paula-Mae Weekes

X
Y
Z